# Магранеті
Магранеті (груз. მაგრანეთი) — село в Грузії.
За даними перепису населення 2014 року в селі проживає 224 особи.